# Ron Zacapa Centenario
O Ron Zacapa Centenario é um rum premium produzido na Guatemala pela Rum Creation and Products, uma subsidiária da Industrias Licoreras de Guatemala, e distribuído e comercializado pela Diageo. o  Zacapa Centenario foi criado em 1976 para comemorar o centésimo aniversário da fundação de Zacapa, uma cidade no leste da Guatemala. Foi o resultado dos processos de mistura, estabilização e maturação de rum envelhecido pelo médico e químico Alejandro Burgaleta. O Ron Zacapa é distinto por ser envelhecido em uma instalação a uma altitude com refrigeração natural que evita a evaporação, resultando em um produto geralmente liso.

## História

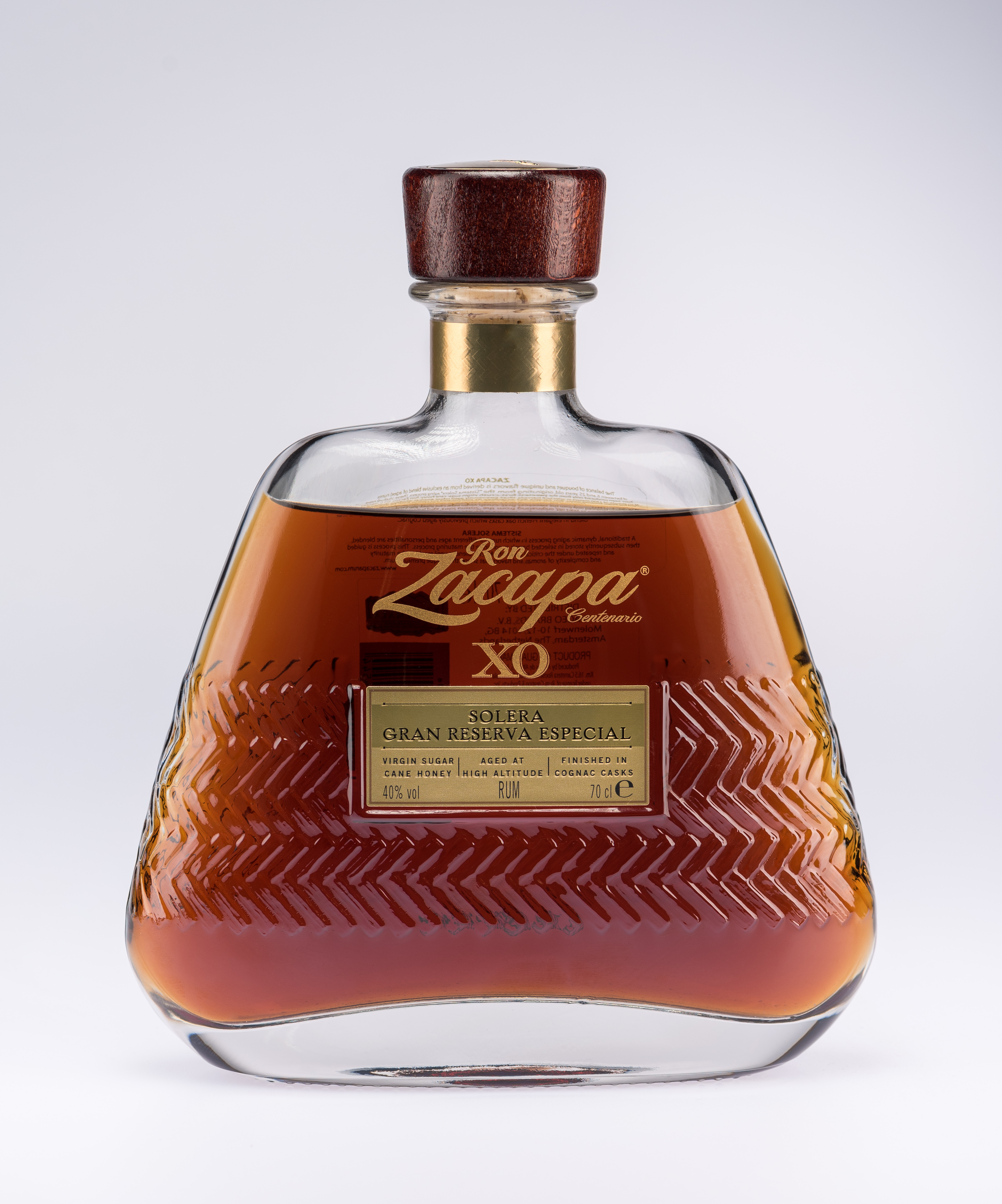
Garrafa de Ron Zacapa XO

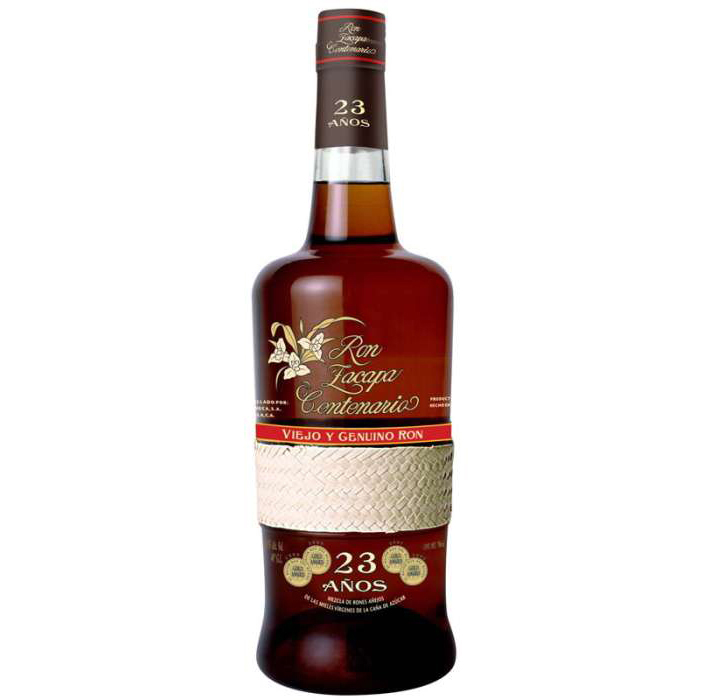
Ron Zacapa Centenario 23

Zacapa é uma pequena cidade no leste da Guatemala, fundada em 1876. O rum foi nomeado por seu 100º aniversário em 1976. Burgaleta também desenvolveu e criou o rum Venado, outro produto das Industrias Licoreras de Guatemala.
As primeiras garrafas Zacapa vinham em uma garrafa coberta por um petate - um tapete tecido à mão, de folhas de palmeira, que data do período maia, feito em Esquipulas, perto da fronteira com Honduras e El Salvador, por artesãos tradicionais de chapéus. Mais recentemente, eles apresentam uma faixa em torno do meio da garrafa.
O Ron Zacapa Centenario 23 era conhecido como Ron Zacapa Centenario 23 Años. Seu nome mudou devido à confusão que causava, pois as pessoas pensavam que era um rum de 23 anos em vez de uma mistura de rum entre 6 e 23 anos.

## Prêmios
O rum ganhou o primeiro lugar na categoria de rum premium por 4 anos consecutivos no Festival Internacional de Rum de 1998, 1999, 2000 e 2001. Foi o primeiro rum a ser incluído no Hall da Fama do Festival Internacional de Rum.